# 名牌冤家
《名牌冤家》（英語：Did You Hear About the Morgans?）是2009年美國的一部浪漫喜劇電影。由馬克·勞倫斯導演，金球獎得主休·格蘭特和莎拉·潔西卡·帕克主演。

## 演員表
- 休·格蘭特 飾 保羅·摩根（Paul Morgan）
- 莎拉·潔西卡·帕克 飾 梅莉兒·摩根（Meryl Morgan）
- 山姆·艾略特 飾 克萊·惠勒（Clay Wheeler）
- Jesse Liebman 飾 亞當·費勒（Adam Feller）
- 伊麗莎白·摩斯 飾 潔琪·德瑞克（Jackie Drake）
- 迈克尔·凯利 飾 文森（Vincent）
- 金·蕭 飾 護士凱莉（Nurse Kelly）
- 克里斯多福·阿特伍德 飾 羅德歐（Rodeo）
- 玛丽·斯汀伯根 飾 艾瑪·惠勒（Emma Wheeler）
- 威福·伯明萊 飾 厄爾·格蘭傑（Earl Granger）
- Gracie Bea Lawrence 飾 露西·格蘭傑（Lucy Granger）
- 大衛·柯爾 飾 辛蒙斯醫生（Doc D. Simmons）

## 評價
這部的電影的評價並不高，爛番茄網站只給10分中3.5分的評價。

## 外部連結
- 開眼電影網上《名牌冤家》的資料（繁體中文）
- 豆瓣电影上《蒸发的摩根夫妇》的資料 （简体中文）
- 时光网上《蒸发的摩根夫妇》的資料（简体中文）
- AllMovie上《名牌冤家》的资料（英文）
- 爛番茄上《名牌冤家》的資料（英文）
- Box Office Mojo上《名牌冤家》的資料（英文）
- TCM电影资料库上《名牌冤家》的资料（英文）
- Metacritic上《名牌冤家》的資料（英文）
- 互联网电影数据库（IMDb）上《名牌冤家》的资料（英文）